# Jamesport Township
Pour les articles homonymes, voir Jamesport.
Jamesport Township est un township du comté de Daviess dans le Missouri, aux États-Unis,.
Il est fondé en 1870 et était initialement baptisé Grant Township.

## Source de la traduction
- (en) Cet article est partiellement ou en totalité issu de l’article de Wikipédia en anglais intitulé « Jamesport Township, Daviess County, Missouri » (voir la liste des auteurs).